# 比嘉優和
比嘉 優和（ひが ゆうわ、2007年11月24日 - ）は、アーティスト、女優、歌手、ダンサー。Lucky²のメンバー。

## 来歴
2021年7月から、ガールズ×戦士シリーズ第5作となる「ビッ友×戦士 キラメキパワーズ!」に赤星ホノカ/キラパワファイン役で出演した。

## 人物
- EXPG STUDIO OKINAWA出身
- 趣味：ひとりカラオケ、ドラマ・映画鑑賞、
- 特技：体が柔らかい
- 好きな食べ物：パスタ、ラーメン、沖縄そば
- 好きな飲み物：白ぶどうジュース、レモンティー、お茶、カフェラテ
- 好きな漫画/アニメ：「SPY×FAMILY」
- 好きなYouTuber/インフルエンサー：MINAMI、くれいじーまぐねっと、とうあ、ふーりー
- 好きなスポーツ：短距離走、マラソン
- 好きなゲーム：「荒野行動」、「Roblox」
- 好きな映画：「今夜、この世界からこの恋が消えても」、「すずめの戸締まり」、「君の名は。」、「天気の子」、「ジュラシック・ワールド」
- 好きな本：「桜のような僕の恋人」
- 好きな曲：NewJeans「OMG」、TOMORROW X TOGETHER「君じゃない誰かの愛し方 (Ring)」、LE SSERAFIM「ANTIFRAGILE」、仲宗根泉「366日」、back number「HAPPY BIRTHDAY」、Official髭男dism「I LOVE...」
- 好きな絵文字：🤍💞🐄🫶🏻
- 好きな動物：牛、犬
- 好きなファッション：フレンチガーリー系、韓国ストリート系
- 憧れの人：安室奈美恵
- 座右の銘：「ONE FOR ALL ALL FOR ONE」
- アーティストでなかったらやってみたい職業：キャビンアテンダント、メイクアップアーティスト

## 出演

### テレビ
- ビッ友×戦士 キラメキパワーズ!（2021年7月11日 - 2022年6月26日、テレビ東京） - 赤星ホノカ/キラパラファイン 役
- おはスタ（2021年10月4日 - 2022年3月25日、テレビ東京） - おはガールfrom Lucky²
- リズスタ -Top of Artists!- -第31話（2022年11月06日）赤星ホノカ/キラパラファイン 役
- ワイドナショー（フジテレビ、2023年10月1日、12月3日）- ワイドナティーンとして出演

### テレビアニメ
- ガル学。II 〜Lucky Stars〜（2022年、テレビ東京系列） - ユウワ 役[1]

### ラジオ
- Lucky²のラッキートーク! （2022年9月29日-、文化放送）